# サモンナイトコレクション
『サモンナイトコレクション』（Summon Night Collection）は、GREE、Mobageで配信されていた、バンダイナムコエンターテインメント提供、オルトプラス開発・運営のソーシャルゲーム。略称は「サモコレ」。2012年9月19日にGREE版、2013年11月26日にMobage版サービス開始。アイテム課金制。ゲームシステムはオルトプラスの『バハムートブレイブ』がベースになっている。2015年5月13日限りでサービス終了した。

## 概要
異世界「リィンバウム」を舞台にしたサモンナイトシリーズのソーシャルゲーム。全てのシリーズの登場人物が登場し、人物のカードをコレクションして行く楽しみもある。
番外編要素が強く、季節ごとのイベントでは日本の習俗がそのまま持ち込まれていたり、人物もイベントに合ったコスプレで登場した。

## あらすじ
あなた（プレイヤー）は、「名も無き世界」からリィンバウムに召喚された人間である。誰に召喚されたか分からず、帰る方法も無いという、この世界で「はぐれ召喚獣」と呼ばれる存在になった。
リィンバウムでは、大量のはぐれ召喚獣（他のプレイヤー達）が召喚される異常事態となり、各地で混乱が起きていた。あなたは亜人の少女・メルと知り合い、自分たちが召喚された原因を突き止めることになった。
はぐれ召喚獣が大量に召喚された背景には、「謎の教団」の企みがあった。「謎の教団」の正体や、元の世界に帰る方法を探しつつも、リィンバウムで知り合った仲間達との生活をいつしか満喫していた。
しかし、やはり知り合った亜人の少年・ミロの協力で、他のはぐれ召喚獣たちと調査を進めた結果、メルもまた「名も無き世界」から召喚されていたことがわかった。そして「謎の教団」が集めた「力の欠片」は、メルの真の力、すなわち「謎の教団」によって無差別に召喚されたはぐれ召喚獣を元の世界に送還する力を解放する物だった。
メルの力ではぐれ召喚獣たちは無事に元の世界に戻れたのか、「謎の教団」の目的は何だったのか、それは最後までわからなかった。

## ゲームシステム
主人公
名前はGREE、Mobageに登録した名義がそのまま表示される。サービス毎にデータは独立しており、相互の交流はできない。また、GREE、Mobageに登録した性別で、メル・ミロの呼びかけが変わる。プレイヤー自身のパラメータとして、以下が設定されている。プレイヤー自身が戦うことはできない。
- レベル…強さそのものではなく、どれだけサモンナイトコレクションを遊んだかの目安。レベルが上がるごとに、体力、攻撃MP、防御MPに振り分ける能力ポイント3を得ることができる。他のプレイヤーとのバトルも、マッチングは近いレベルのプレイヤーが優先されるようになっている。
- 攻撃・防御★…リーダーカードに加え、最大5枚のカードでデッキを組んだ時の、カードの攻撃力、防御力の合計で算出される。レベルに比べ、実際の強さを反映している。初期設定では、強い順にカードが自動で配置されるが、「優先度」を設定することで任意のカードを配置させることができる。
- 経験値…クエストを進めたり、ボスを倒すなどすることで得られる。レベルごとに決められた経験値を獲得することで、レベルが上がる。
- 体力…クエストなどを進めるごとに消費する。2分で1回復する。
- 攻撃MP…バトルでカードを使役すると消費する。消費量は、カードに設定されたコストの総和と同数。コストの総和が、攻撃コストより多くなる組合せでのバトルはできない。1分で1回復する。
- 防御MP…バトルを仕掛けられた時に消費する。消費量は、一律最大値の1割。コストの総和が、防御コストより多くなる組合せでのバトルはできない。1分で1回復する。
- ステータスポイント…体力、攻撃MP、防御MPに振り分けられる。ポイントを得るにはフレンドを増やす、キーアイテムをコンプリートする(+5)。レベルを上げる(+3)。クエストをクリアする(+1) といった方法がある。レベルを上げるより、フレンドを増やした方が有利に設定されている。一度振り分けると、原則として振り直しはできない。
- BP（バトルポイント）…期間限定イベントのレイドボス戦のみのパラメータで、最大5P。1回の攻撃で1P消費する。3P消費で威力5倍の攻撃もできる。
- カード…現在所有しているカードの数。プレゼント欄は含まない。
- フレンド…協力関係にある他のプレイヤー。レベルを上げると上限を増やすことができる。詳細は下記。

カード
プレイヤーが戦闘に使役するカード。敵に使役されたり、カード自体が敵として立ちはだかることもある。継承で成長値が上がり、100%でレベルが1上がる。
- タイプ…近距離・中距離・遠距離の3種類が、それ以外では重装・軽装・術法の3種類がある。
  - 近距離は接近戦、中距離は棍棒・斧といったリーチの長い武器や弓、遠距離は魔法での攻撃となる。近距離は防御が、遠距離は攻撃が高い傾向にある。

- 名前…カードの名前。同一人物が同じレア度で別カードになっている場合、区別するためのあだ名などがカード名または説明文に付されている。
- 枚数…カードの後ろに+で表示される。+1ならば、同じカードが2枚重なっていることを意味する。同一カードは自動合成されるため、複数枚独立して使うことはできない。重なるごとにパラメータが上がるが、パラメータ上昇は枚数が増えるに連れて穏やかになって行く。
- レア度…稀少度。ノーマル(N)、ノーマル+(N+)、レア (R)、スーパーレア (SR)、ウルトラレア (UR)、シークレットレア (SCR)、レジェンドレア(LGR)、アルティメットレア(ULR)とあり、後になるほど稀少で、入手しづらい代わりに能力も高くなる。ただし、実際の稀少度・能力と、カードに設定されたレア度は一致しないこともある。なお、最初のゲーム開始時に、近距離・中距離・遠距離の3種類のSR（サービス開始当初）、あるいはUR（サービス終了時点）から1枚を入手できる。
- 親密度…そのカードとの親密度。親密度に応じて成長して行く。バトルに出るか、他のカードを合体させることで上がる。レア度に応じて限界が決まっているが、クリスタルを使うと限界突破ができる。
- 特性…戦闘時にランダムで繰り出す。原作に存在する技・魔法が主だが、本作オリジナルもある。入手時にランダムで覚え、レベルを10まで上げることができる。他のカードへの継承も、忘れることもできない。
- 技…戦闘時にランダムで繰り出す。原作に存在する技・魔法が主だが、本作オリジナルもある。入手時にランダムで覚え、レベルを10まで上げることができる。他のカードへの継承が可能。覚えるのはレア以上のカードのみだが、継承による習得はノーマル+以下でも可能。
- MP…バトルや、バトル系イベントでそのカードを戦闘に繰り出すために必要なコスト。クエストでのボス戦などでは消費しない。バトル系イベントでは、BPポイントを代わりに消費するものがある。カードを合成する際にスキル継承で技が増えると戦力が増える。
- デッキ…配置は前衛・後衛の2種類があり、近距離は前衛専用、遠距離は後衛専用、中距離はどちらにも配置できる。
- リーダー…カードからリーダーとして1枚を選ぶ。他のプレイヤーに表示される他、フレンドがボス戦などで借りるカードになる。

ガシャ
直接現金を使わないガシャとしては、ゲーム内通貨・バームを消費する「アニバーサリーガシャ」、フレンドptを消費する「フレンドガシャ」がある。引くことができるのはSRまで。有料の「ゴールドガシャ」の場合は1枚300コイン（315円相当）または3枚750コイン（787円50銭相当）が基本で、初回はそれぞれ10コイン、150コインと値引きされている。期間限定の有料ガチャも、初回は割引がされるものが多い。有料ガシャは、R以上またはSR以上。
ガシャチケット
クエストや、一部イベントなどで入手できるガシャ専用チケット。イベントにはそれぞれ専用のガシャがあり、チケット入手で引く仕組みになっている。また、課金ガシャが引けるチケットが入手できることもある。
クエスト
体力を使いクエストを進めてゆき、経験値も得られる。途中、ランダムでカードやキーアイテムを入手できる。
1エリアにつき全2-6ステージあり、エリアの最後にはボスが出現する。ボス撃破時にはFエイド・BPキャンディ・バームが貰える。
鉱脈
クエスト進行中、ランダムで小規模な鉱脈が出現する。鉱脈出現中は、クエストを進めることができない。鉱脈に進入し、実時間で3分以内にボスとして待ち構える召喚師を倒すと、発掘した財宝などを持ち帰ることができる。また、倒したボスをカードとして入手できる。また、鉱脈では、他のプレイヤーが襲いかかって来ることがある。他のプレイヤーやボスに敗れた場合、鉱脈で発掘したアイテムを没収された上で強制脱出となる。配信終了発表後は、鉱脈には入れなくなった。
イベント
期間限定で限定クエストなどのイベントも開催される。特定イベントで有利になるカード（特攻カード）も随時用意される。
フレンド
協力関係になった他のプレイヤー。互いにバトルを仕掛けることができなくなり、ボス戦で援軍に呼べるようになる。イベントでも、フレンドに救援を依頼したり、逆に援助することができるようになっている。
解除するとこれらは白紙に戻り、ステータスポイントも差し引かれる。
バトル
他のプレイヤーからキーアイテム・バームを奪うことが出来る。攻撃★が高いほど有利だが、絶対ではない。また相手に挑まれた場合に守り切れば、バームを奪える。キーアイテムはトラップで保護することができ、トラップのあるキーアイテムを奪おうとすると、基本的に防御側の勝利になる（トラップは使い捨て）。

## 登場人物
サモンナイトシリーズ他作品の登場人物はそれぞれの作品の項目を参照のこと。
メル
リィンバウムに迷い込んだ「あなた」が最初に出逢った「名も無き世界」出身の獣人の少女。お調子者で遊ぶことが大好き。お祭りや演劇が大好きで、暴走して周囲が見えなくなることも。ナビゲーターを務める。実は異世界の力を吸収して自身の力に変える異能を秘めており、大人の姿に変身したり、成長次第では大規模な送還術をも行使する可能性を秘めていた。
ミロ
「名も無き世界」出身の獣人の少年。しっかり者で知識が豊富。リィンバウムに起きた異変対策に各地から同志を集うなど、幼いながらのリーダーシップを持つ。暴走しがちなメルの歯止め役に回ることも。
謎の教団教祖
怪事件の裏で暗躍する召喚師達の教祖。「力の欠片」と呼ばれる結晶を集めるため、あらゆる世界とリィンバウムを繋げた元凶。